# Marcel (germà de Justí II)
Marcel   (cap valor - 578 (Gregorià)) (en grec: Μάρκελλος) era germà de l'emperador Justí II (r. 565–578) i general sota el seu oncle, l'emperador Justinià I (r. 527–565).

## Biografia
Marcel era fill de Vigilància, germana de Justinià, i de Dulcidi, i per tant germà de Justí II i Preiecta. Es va casar amb Juliana, filla de Flavi Anastasi Magne, cònsol el 518 i parent de l'emperador Anastasi I (r. 491–518). Juliana era una ferma monofisita, i malgrat la seva relació familiar amb Justí II, durant el seu regnat va ser perseguida per la seva fe, confinada a un monestir de Calcedònia i obligada a realitzar les tasques més humils fins que va acceptar combregar, renunciant així (almenys externament) a la seva fe.
El 544, Marcel va ser nomenat general, juntament amb Constantinià, a la Guerra Làzica (541–562) contra la Pèrsia sassànida, substituint els generals Just (cosí de Justinià i, per tant, oncle de Marcel) i Perani, que van morir. Segons Procopi, en aquell moment Marcel era encara molt jove, "tot just arribant a l'edat adulta".  Tanmateix, no hi consta cap activitat seva, i la guerra va acabar aviat amb una treva.
Marcel reapareix el 562, quan una gran horda de búlgars va envair els Balcans i va assaltar Tràcia fins als voltants de Constantinoble. L'emperador Justinià va triar Marcel per dirigir un exèrcit contra ells. Se'l torna a esmentar (com a patrici) a finals del 565, quan va tenir un paper important, al costat de Baduari, en les cerimònies que marcaven l'ascens al tron de l'emperador Justí II.
La data de la seva mort és desconeguda; cap al 582/583, les seves propietats van ser dividides pel nou emperador romà d'Orient Maurici (r. 582–602) entre el pare d'aquest últim, Pau, i el seu germà Pere.